# Elizabeth Moberly
Elizabeth Moberly (...) è una psicologa e teologa britannica,  nota per una tesi pubblicata nel 1983 in cui espone le presunte origini dell'omosessualità come legate al rapporto con il genitore del medesimo sesso e le possibilità di modificare quest'orientamento sessuale. È generalmente considerata come una delle pioniere della terapia di conversione per la quale è stata la prima a definire una base concettuale cristiana..
Le sue teorie furono riprese da Joseph Nicolosi che attribuì l'origine dell'omosessualità alla cosiddetta famiglia triadica: padre distante e madre opprimente in senso freudiano, figlio con una predisposizione (non determinazione) genetica a diventare omosessuale se ha un vissuto di questo genere..

## Attività
Elizabeth Moberly fu autrice di opere relative agli aspetti psicologici della condizione omosessuale. Nel volume intitolato Psychogenesis: The Early Development of Gender Identity si interessa alle opere di Sigmund Freud su questo tema..
Nel 1983 pubblicò a Cambridge Homosexuality: A New Christian Ethic in cui presenta l'orientamento sessuale come un fatto acquisito in funzione del rapporto genitoriale. A suo parere, l'omosessualità non ha una componente né genetica né ormonale, bensì è la risultante di uno squilibrio relazionale col genitore del medesimo sesso (col padre per i maschi e con la madre per le femmine); allorché questo rapporto venga ricucito, grazie in particolare al sostegno della religione, gli omosessuali riacquistano la capacità di vivere ed essere eterosessuali. · 
Dopo aver diretto il programma di Educazione e Psicoterapia Sessuale per BCM International, fu in seguito coinvolta nella ricerca sul cancro.

## Critiche
Sebbene si sia definita come una psicologa, ha ricevuto un dottorato in teologia. Nonostante questa lacuna di competenza specialistica, i suoi scritti sono stati utilizzati dai movimenti cristiani che si occupano di riorientamento sessuale, come Exodus International.

## Pubblicazioni
- Suffering, Innocent and Guilty (1978), S.P.C.K.
- Psychogenesis: The Early Development of Gender Identity (1983)
- Homosexuality: A New Christian Ethic (James Clarke & Co, Cambridge, 1983, 1993). ISBN 0-227-67850-8; ISBN 978-0-227-67850-3, OCLC 11797213
- The Psychology of Self and Other (1985), Tavistock Publications. ISBN 0-422-79740-5; ISBN 978-0-422-79740-5